# Shabla Knoll

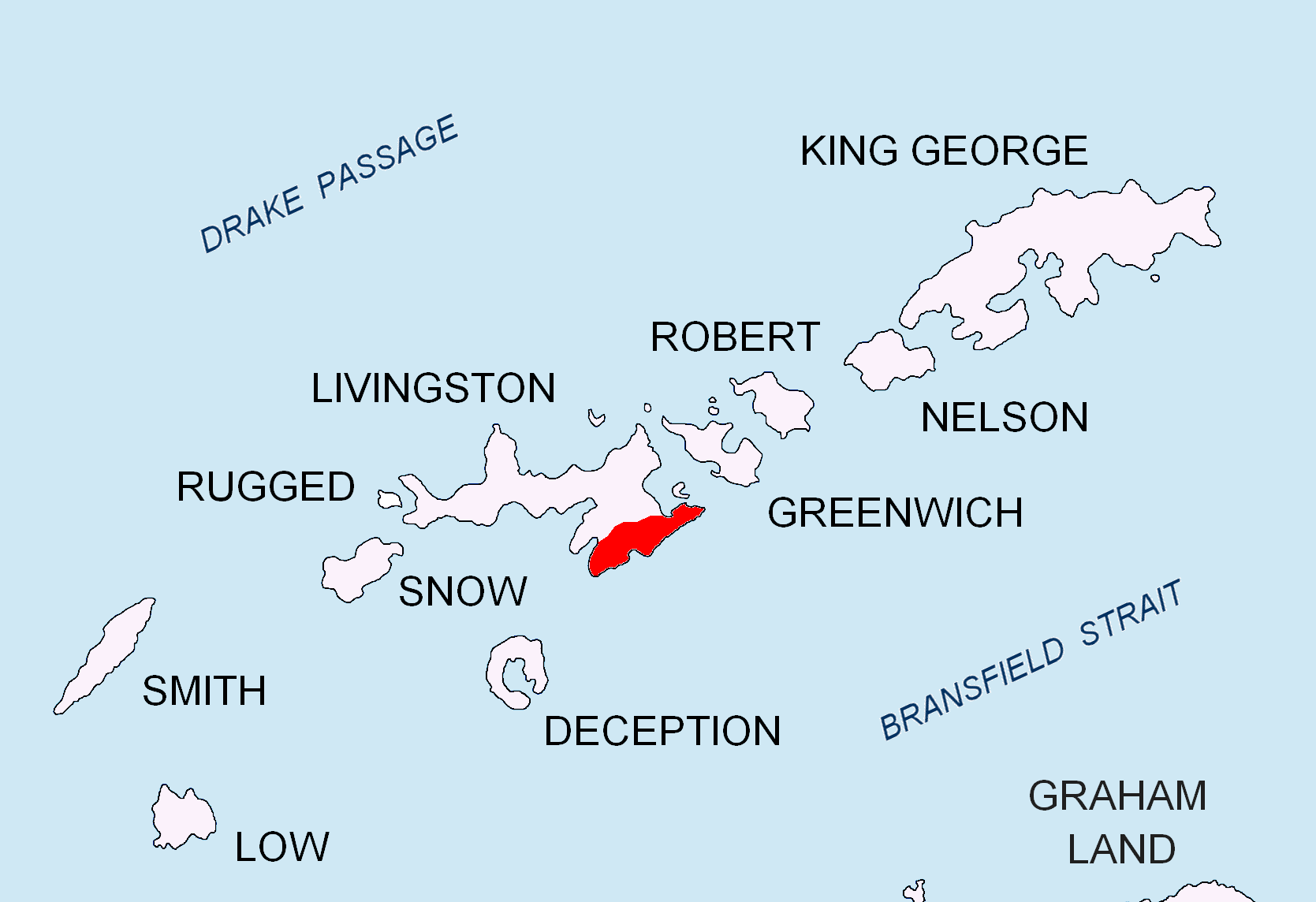
Localização das montanhas Tangra na ilha de Livingston, nas ilhas Chetland do Sul.

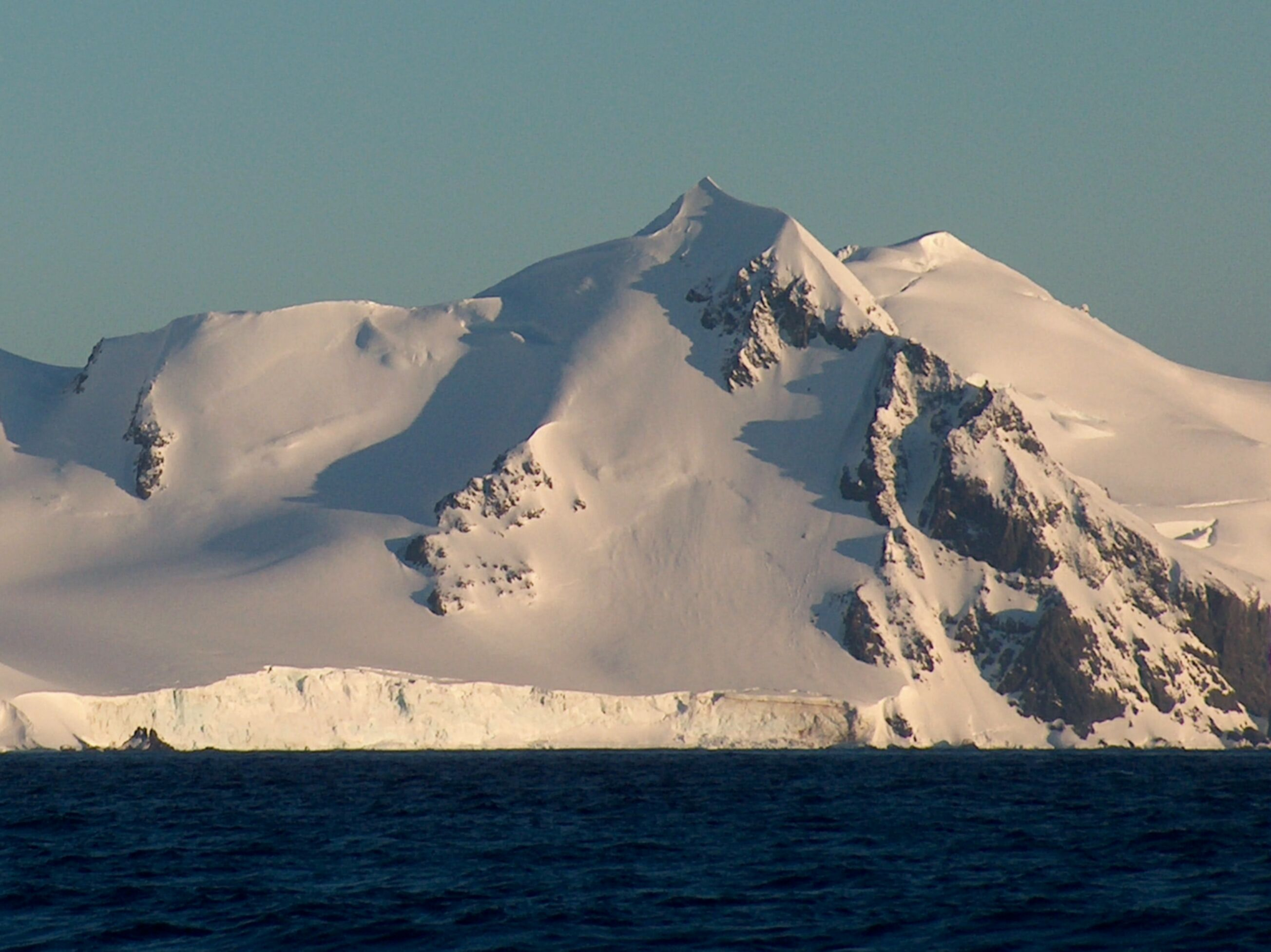
Shabla Knoll do estreito de Bransfield, com o pico Tryavna em segundo plano.

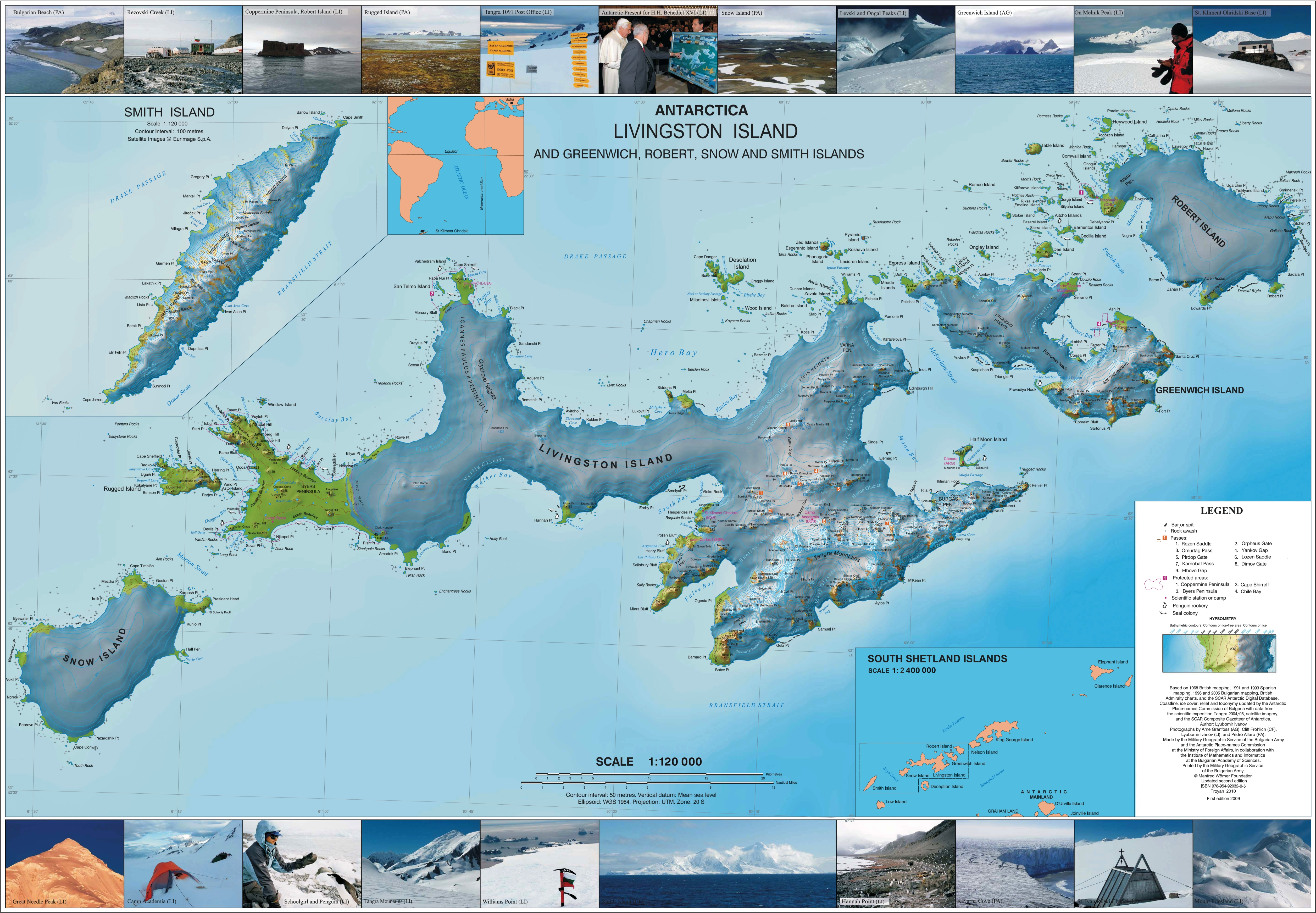
Mapa topográfico das Ilhas Livinston, Greenwich, Robert, Snow e Smith.

Chabla Knoll ( em búlgaro:  връх Шабла) sobe para mais de 400 metros (1 312 pé) em Delchev Ridge, Montanhas Tangra, Ilha Livingston nas Ilhas Shetland do Sul, Antártica superando o Sopot ao norte e a Geleira Pautalia ao sudoeste.
O nome da colina é o nome da cidade búlgara de Shabla e do ponto Shabla nas proximidades, na costa do Mar Negro.

## Localização
A colina é localizado no 62° 37′ 30,7″ S, 59° 51′ 04,5″ O   , que é 2,31 quilômetros (1 mi) leste-nordeste de Elena Peak, 660 metros (2 165 pé) sudeste de Kaloyan Nunatak, 1,05 quilômetros (1 mi) sudoeste de Pico Mesta e 2,91 quilômetros (2 mi) sudoeste de Renier Point (mapeamento búlgaro em 2005 e 2009 da pesquisa Tangra 2004/05 ).

## Mapas
- Ilhas Chetland do Sul. Escala 1: 200000, mapa topográfico nº 3373. DOS 610 - W 62 58. Tolworth, Reino Unido, 1968.
- Ilhas Livingston e Decepción. Mapa topográfico em escala 1: 100000. Madri: Serviço Geográfico do Exército, 1991.
- S. Soccol, D. Gildea e J. Bath. Ilha de Livingston, Antártica. Escala 1: 100000 mapa de satélite. Fundação Omega, EUA, 2004.
- LL Ivanov et al., Antártica: Livingston Island e Greenwich Island, Ilhas Shetland do Sul (do Estreito Inglês ao Estreito de Morton, com ilustrações e distribuição de cobertura de gelo), mapa topográfico em escala 1: 100000, Comissão Antártica de Nomes de Lugares da Bulgária, Sofia, 2005
- LL Ivanov. Antártica: Ilhas Livingston e Greenwich, Robert, Snow e Smith. Escala 1: 120000 mapa topográfico. Troyan: Fundação Manfred Wörner, 2010. ISBN 978-954-92032-9-5    (Primeira edição de 2009. ISBN 978-954-92032-6-4 ISBN   978-954-92032-6-4 )
- Banco de dados digital antártico (ADD). Escala 1: 250000 mapa topográfico da Antártica. Comitê Científico de Pesquisa Antártica (SCAR). Desde 1993, atualizado regularmente.
- LL Ivanov. Antártica: Livingston Island e Smith Island . Escala 1: 100000 mapa topográfico. Fundação Manfred Wörner, 2017. ISBN 978-619-90008-3-0 ISBN   978-619-90008-3-0